# 015B
015B（コンイルオビー、朝: 공일오비、空一烏飛）は、 韓国の音楽バンド。1990年代の韓国音楽界に大きな影響力を持った。『長い付き合いの恋人たち』（아주 오래된 연인들）は韓国ロッテ製菓アーモンドペペロCMソングに起用された。
『もうさよなら』（이젠 안녕）は、韓国の卒業ソングとしても広く歌われる。

## 活動
シン・ヘチョルを主軸とした1988年MBC大学歌謡祭大賞受賞グループ「無限軌道」のメンバーであったチョ・ヒョンゴン（ベーシスト）、チョ・ヒョンチャン（ドラマー）、チョン・ソグォン（キーボーディスト）が無限軌道の解散後、ソグォンの実兄であるチャン・ホイル（ギタリスト）と1990年に結成した。
歌声を一つの楽器と考えており、韓国で初めてゲストボーカル（客員歌手）を採用したグループとしても知られる。
このシステムは各曲の特性に適した歌手を起用できるとして注目を浴びた。
1990年代初頭としては革新的な音楽性を持ち、1992年にリリースした第3集『The Third Wave』はミリオンセラーを記録した。1996年第6集『The Sixth Sense』をリリースし音楽活動を休止した。
以降はチャン・ホイルが放送業に転身するなど各メンバーが音楽以外の活動をしていたが、休止から10年後の2006年に第7集となる『Lucky 7』をリリースし活動を再開。その後は2018年に事務所「The015B」を立ち上げ、その年度にシングルでリリースした楽曲をまとめた『Yearbook』シリーズなどのアルバムを発表している。

## 音楽活動
ゲストボーカルシステムはボーカルに制約を受けることなく楽曲を制作できることを利点とし、015Bを介して韓国の音楽はゲストボーカルシステムが理解されるようになった。今日のメインボーカルを置かないグループが評価されるようになったのは015Bの基盤があったからである。
015Bのメンバー4人は当初別々の仕事を持ちながら活動をしていた。第1集が成功することにより第2集も順調に発売された。しかしながら第2集のトップを飾る『4210301』は環境問題を取り扱った歌で、このタイトルの数字は韓国環境庁（今日の環境部）の電話番号であり、これに気づいた人々が環境庁に電話を入れた。環境庁は企画会社に抗議をしたが、最終的には電話番号を変えざるをえなかった。このような経緯がありながらも第2集も良い売れ行きを見せ、第3集からはプロミュージシャンとしての自覚を持つようになった。

## ディスコグラフィ

### アルバム
- 1990年: 第1集 015B 発表
- 1991年: 第2集 Second Episode 発表
- 1992年: 第3集 The Third Wave 発表
- 1993年: 第4集 The Fourth Movement 発表
- 1994年: 第5集 Big 5 発表
- 1996年: 第6集 The Sixth Sense 発表
- 2006年: 第7集 Lucky 7 発表
- 2019年: Yearbook 2018 発表
- 2020年: Yearbook 2019 発表
- 2021年: Yearbook 2020 発表

## 受賞歴

### 歌謡プログラム1位
| 年度            | 受賞歴（合計16回） |
| --------------- | --- |
| 1992年（計2回） | - 『長い付き合いの恋人たち』（아주 오래된 연인들）（計2回） - 12月18日 MBC 「あなたの人気歌謡」1位 - 12月25日 MBC 「あなたの人気歌謡」1位 |
| 1993年（全8回） | - 『長い付き合いの恋人たち』（아주 오래된 연인들）（計3回） - 1月1日 MBC 「あなたの人気歌謡」1位（3週連続） - 1月13日 KBS 「歌謡トップテン」1位 - 1月17日 SBS 「SBS人気歌謡」1位 - 『新人類の恋』（신 인류의 사랑）（合計5回） - 12月12日 SBS 「TV歌謡20」1位 - 12月15日 KBS 「歌謡トップテン」1位 - 12月19日 SBS 「TV歌謡20」1位 - 12月22日 KBS 「歌謡トップテン」1位 - 12月26日 SBS 「TV歌謡20」1位 |
| 1994年（計4回） | - 『新人類の恋』（신 인류의 사랑）（合計4回） - 1月1日 SBS 「TV歌謡20」1位（4週連続） - 1月5日 KBS 「歌謡トップテン」1位 - 1月12日 KBS 「歌謡トップテン」1位 - 1月19日 KBS 「歌謡トップテン」1位（5週連続達成、黄金カップ受賞） |
| 1995年（計2回） | - 『悲しい縁』（슬픈 인연）（合計2回） - 2月24日 MBC 「人気歌謡ベスト50」1位 - 2月26日 SBS 「TV歌謡20」1位 |